# أنطونيو فيسيانا
أنطونيو فيسيانا (بالإسبانية: Antonio Veciana)‏ (1928 - 2020)، هو عميل سري جاسوس من المنفيين الكوبيين(بالإنجليزية) في الولايات المتحدة الأمريكية الذين تم تجنيدهم من قبل وكالة المخابرات المركزية (CIA) لقتل فيدل كاسترو. أنطونيو كان مؤسس وقائد مجموعة ألفا 66(بالإنجليزية) المناهضة لكاسترو.
وهو والد الصحافية آنا فيسيانا سواريز.

## وفاته
عاش السنوات التي سبقت وفاته في منشأة لرعاية المسنين في ميامي ديد بولاية فلوريدا. توفي في ميامي في 17 يونيو 2020.

## من مؤلفاته
- كتاب: «مدرّب على القتل: القصة الداخلية لوكالة المخابرات المركزية ضد كاسترو وكينيدي، و تشي».
  - (الكتاب في 212 صفحة عن دار «سكايهورس» للنشر، نُشر عام 2017) -> يتناول فيه تكلفة الحملة المضادة لكاسترو عليه وعلى الولايات المتحدة، ويروي للقراء بالتفصيل دوره في لعبة معقدة من الصراعات التي كانت تهدف إلى إسقاط قادة العالم وتغيير مسار التاريخ.[3]

## وصلات خارجية
- كرس حياته لاغتيال كاسترو وتسبب بإبعاد 14 ألف طفل عن عائلاتهم.. أحد أخطر جواسيس أميركا يكشف تفاصيل مهمته (وكالة وطن للأنباء).
- «مدرب على القتل» يروي الفشل الأمريكي في اغتيال فيدل كاسترو